# Nadine Schneider
Nadine Schneider (* 1990 in Nürnberg) ist eine deutsche Schriftstellerin.

## Leben
Nadine Schneider wurde 1990 als Tochter einer Aussiedlerfamilie aus dem Banat in Nürnberg geboren. Sie studierte Musikwissenschaft und Germanistik in Regensburg, Cremona und Berlin. Sie lebt in Berlin, wo sie unter anderem an der Vaganten Bühne sowie für den Bundeswettbewerb Gesang Berlin arbeitete. Sie war Stipendiatin der Bayerischen Akademie des Schreibens und veröffentlichte Kurzgeschichten in Anthologien und Literaturzeitschriften, unter anderem 2018 Eclair in der Schweizer Literaturzeitschrift entwürfe.
Für ihr 2019 im Salzburger Verlag Jung und Jung erschienenes Romandebüt Drei Kilometer, an dem sie rund dreieinhalb Jahre arbeitete, wurde sie gemeinsam mit Olivia Wenzel mit dem  Literaturpreis der Stadt Fulda 2020 ausgezeichnet. Außerdem erhielt sie dafür den Förderpreis des Hermann-Hesse-Literaturpreises sowie den Bloggerpreis für Literatur Das Debüt 2019 und wurde für Auszüge beim Literaturpreis Prenzlauer Berg gewürdigt. Ihr zweiter Roman Wohin ich immer gehe erschien 2021 ebenfalls bei Jung und Jung.
Von Brigitte Schwens-Harrant wurde sie 2021 zum Ingeborg-Bachmann-Wettbewerb eingeladen.

## Publikationen (Auswahl)
- 2018: Eclair. In: entwürfe. Zeitschrift für Literatur, Nr. 86 „OK“.
- 2019: Drei Kilometer, Roman, Jung und Jung, Salzburg/Wien 2019, ISBN 978-3-99027-236-7
- 2021: Wohin ich immer gehe, Roman, Jung und Jung, Salzburg/Wien 2021, ISBN 978-3-99027-256-5

## Auszeichnungen (Auswahl)
- 2016: Literaturpreis Prenzlauer Berg für Drei Kilometer
- 2017/18: Stipendiatin der Bayerischen Akademie des Schreibens
- 2019: Bloggerpreis für Literatur „Das Debüt 2019“
- 2020: Finalistin beim 22. Irseer Pegasus
- 2020: Vera-Doppelfeld-Preis – Förderpreis
- 2020: Literaturpreis der Stadt Fulda für Drei Kilometer
- 2020: Hermann-Hesse-Literaturpreis – Förderpreis für Drei Kilometer
- 2021: Arbeitsstipendium deutschsprachige Literatur für Berliner Autorinnen und Autoren
- 2021: Nominierung für den Ingeborg-Bachmann-Preis[1]